# 禾驮镇
禾驮镇，是中华人民共和国甘肃省定西市岷县下辖的一个乡镇级行政单位。
2017年，甘肃省民政厅批复同意撤销禾驮乡，设立禾驮镇。

## 行政区划
禾驮镇下辖以下地区：
卓洛村、曙光村、随固村、安家山村、拉路村、立哈村、石门村、哈地哈村、山沟村、乔家沟村、禾驮村、义仁沟村、石家台村和牛沟村。